# 青梅事件

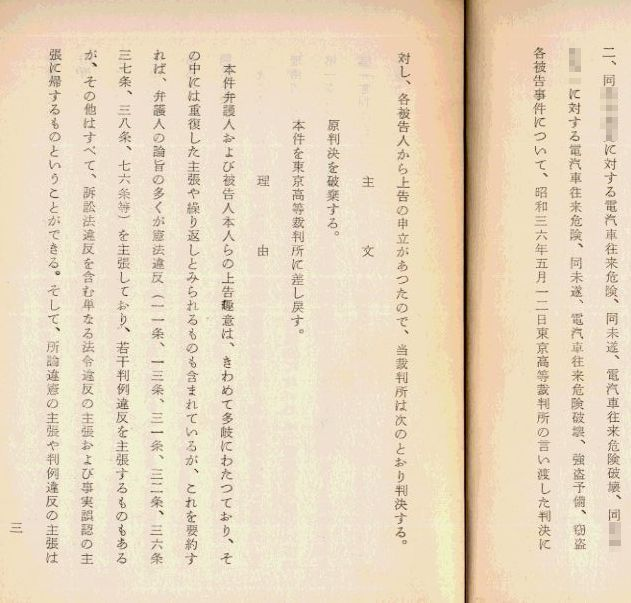
青梅事件最高裁判決書

青梅事件（おうめじけん）は、1952年2月19日に、日本国有鉄道（国鉄）青梅線小作駅で発生した列車暴走・衝突事故である。

## 事故
1952年（昭和27年）2月19日早朝、小作駅構内に留置してあった4両の貨車が突然動き出し、そのまま傾斜のある本線に進入した。暴走した貨車は羽村駅を通過して福生駅の引き込み線に進入し、停車中の貨車に激突して大破した。
国鉄は当初、人為的なミスとして内部処理したものの、青梅線では前年の1951年9月から12月に至るまで列車妨害が連続して発生していたことに加え、ほぼ同時期に無人の列車が暴走して6人の死者を出した三鷹事件が発生したことなどから、警察は日本共産党関係者の犯行と見て捜査した。翌1953年に青梅、羽村、福生の共産党活動家他10人を鉄道往来妨害の容疑で逮捕し、起訴に踏み切った。
第一審および控訴審では被告全員に有罪判決が下ったものの、その後国鉄の事件記録が発見されたり、有罪の決め手となった自白が拷問によるものと判明するなどしたため、1966年に最高裁判所は審理を東京高等裁判所に差し戻し、2年後の1968年に被告全員の無罪が確定した。

## 関連書籍
- 後藤昌次郎「冤罪」（岩波書店）
- 鹿地亘「ひらけゆく朝」（新日本出版社）
- 富山和子「知性への挑戦」（隣人社）
- 広津和郎「青梅裁判」（青梅事件東京懇談会）
- 「正義と真実のために」（青梅事件対策協議会）
- 「作られたすじがき」（青梅事件中央対策協議会）
- 「ある陰謀」（中央青梅事件対策協議会・日本労働組合総評議会）
- 「青梅十五年」（労働旬報社）
- 野崎梅子「鉄路の証言」（光陽出版社）
- 野崎梅子「終の絆」（日本国民救援会三多摩総支部）
- 映画「鉄路の証言」（青梅事件映画製作委員会）